# Сименс (јединица)
Сименс (енг. siemens; симбол: S) је СИ изведена јединица за мерење електричне проводљивости, будући да је реципрочни ом (Ω), названа по Вернеру фон Сименсу. Однос између електричних јединица је:
{\displaystyle S=A/V}
- S = јединица проводности, сименс
- A = јединица јачине струје, ампер
- V = јединица електричног напона, волт

Формула за израчунавање проводљивости гласи:
G = 1 / R = S
- G = проводљивост
- R = отпор (Ω)
- S = јединица проводности, сименс

Пример: G = 1 / 6 Ω = 0,1667 S
Мо (енг. mho) је сада ексцентрично име за ову јединицу електричне проводљивости, једнакој 1 Ω−1. Изведена је од писања речи ом уназад. Његов симбол је {\displaystyle \mho } (обрнуто написано слово Ω). Јединица сименс се користи универзално у науци и примарно у применама у електрици, док се мо користи превасходно у применама у електроници.